# Dutovlje
Dutovlje este o localitate din comuna Sežana, Slovenia, cu o populație de 517 locuitori.